# Unterseeboot 314
Le Unterseeboot 314 (ou U-314) est un sous-marin allemand (U-Boot) de type VII.C utilisé par la Kriegsmarine (marine de guerre allemande) pendant la Seconde Guerre mondiale.

## Construction
L'U-314 est un sous-marin océanique de type VII C. Construit dans les chantiers de Flender Werke AG à Lübeck, la quille du U-314 est posée le 9 juin 1942 et il est lancé le 17 avril 1943. L'U-314 entre en service deux mois plus tard.

## Historique
Mis en service le 10 juin 1943, l'Unterseeboot 314 reçoit sa formation initiale à Danzig dans la 8. Unterseebootsflottille jusqu'au 31 décembre 1943, puis l'U-314 rejoint son unité de combat à Bergen dans la 11. Unterseebootsflottille, port qu'il n'atteint jamais.
L'Unterseeboot 314 effectue deux patrouilles, toutes sous les ordres de l'Oberleutnant zur See, puis Kapitänleutnant Georg-Wilhelm Basse, dans lesquelles il n'a ni coulé, ni endommagé de navire marchand ennemi au cours des trente jours en mer qu'il effectue.
En vue de la préparation de sa première patrouille, l'U-314 quitte le port de Kiel le 14 décembre 1943 pour rejoindre, huit jours plus tard, le port de Trondheim le 21 décembre 1943.
Le 22 décembre 1943, il quitte, pour sa première patrouille, Trondheim pour rejoindre Hammerfest qu'il rejoint 24 jours plus tard le 14 janvier 1944.
Pour sa deuxième patrouille, il appareille du port d'Hammerfest le 25 janvier 1944. Six jours plus tard, le 30 janvier 1944, l'U-314 est coulé dans la mer de Barents au sud-est de l'Île aux Ours (Bjørnøya) en Norvège à la position géographique de 73° 41′ N, 24° 30′ E par des charges de profondeur lancées des destroyers britanniques HMS Whitehall et HMS Meteor.
Les 49 membres d'équipage meurent dans cette attaque.

## Affectations successives
- 8. Unterseebootsflottille à Danzig du 10 juin au 31 décembre 1943 (entrainement)
- 11. Unterseebootsflottille à Bergen du 1er au 30 janvier 1944 (service actif)

## Commandement
- Oberleutnant zur See, puis Kapitänleutnant Georg-Wilhelm Basse du 10 juin 1943 au 30 janvier 1944

## Patrouilles
|       | Commandant                | Départ           | Départ     | Arrivée          | Arrivée    | Jours    | Succès |
| ----- | ------------------------- | ---------------- | ---------- | ---------------- | ---------- | -------- | ------ |
|       | Kplt. Georg-Wilhelm Basse | 14 décembre 1943 | Kiel       | 21 décembre 1944 | Trondheim  | 8 jours  |        |
| 1     | Kplt. Georg-Wilhelm Basse | 22 décembre 1943 | Trondheim  | 14 janvier 1944  | Hammerfest | 24 jours |        |
| 2     | Kplt. Georg-Wilhelm Basse | 25 janvier 1944  | Hammerfest | 30 janvier 1944  | Coulé      | 6 jours  |        |
| Total | Total                     | Total            | Total      | Total            | Total      | 38 jours | 0 t    |

Note : Kplt. = Kapitänleutnant

### Opérations Wolfpack
L'U-314 a opéré avec les Wolfpacks (meute de loups) durant sa carrière opérationnelle.
1. Eisenbart (24 décembre 1943 - 5 janvier 1944)
2. Isegrim (5 janvier 1944 - 13 janvier 1944)
3. Isegrim (25 janvier 1944 - 27 janvier 1944)
4. Werwolf (27 janvier 1944 - 30 janvier 1944)

## Navires coulés
L'Unterseeboot 314 n'a ni coulé, ni endommagé de navire marchand ennemi au cours des deux patrouilles (30 jours en mer) qu'il effectua.

### Source et bibliographie
- (en) Cet article est partiellement ou en totalité issu de l’article de Wikipédia en anglais intitulé « German submarine U-314 » (voir la liste des auteurs).
- Chris Bishop, historien militaire (trad. de l'anglais par Christian Muguet), Les sous-marins de la Kriegsmarine : 1939-1945 : le guide d'identification des sous-marins [« The spellmount submarine identification guide : Kriegsmarine U-boats 1939-1945 »], Paris, Éd. de Lodi, 2008, 192 p. (ISBN 978-2-84690-327-1, OCLC 470721805, BNF 41298980)